# Azpeitia
Azpeitia es una localidad y municipio español de la provincia de Guipúzcoa, en la comunidad autónoma del País Vasco. Pertenece a la comarca de Urola Costa (o Urola Medio) y cuenta con una población de 15 208 habitantes (INE 2024). Ostenta los títulos de «Noble y Leal Villa»
En su término municipal se halla Loyola, cuna de San Ignacio de Loyola, donde se ubica, alrededor de su casa natal, un complejo monumental y religioso. Junto con los monumentos de la ermita de Nuestra Señora de la Antigua en Zumárraga y el Santuario de Nuestra Señora de Aránzazu en Oñate es uno de los fundamentales en la provincia.

## Toponimia
Esta población fue fundada en 1310 por el rey Fernando IV de Castilla bajo el nombre de Garmendia de Iraurgui. Garmendia era el nombre del lugar donde se realizó la fundación y el aditamento de Iraurgui hace referencia al río y valle en el que se ubica la población. Solo un año más tarde, en 1311, el rey ordenó que se usara la denominación Salvatierra de Iraurgui para llamar a la villa. En 1397 hay constancia, por las nóminas de los concurrentes a las Juntas Generales de Guetaria, de que se usaba la denominación de Salvatierra de Iraurgui pero también hay ya constancia, de las mismas Juntas, de la utilización del nombre de Azpeitia. En 1415 aparece de nuevo el nombre de Salvatierra de Iraurgui en las ordenanzas de la hermandad en donde también figura el apelativo Azpeitia en los años 1457 y 1463. Abraham Otelio dice en su obra El teatro universal, editada en 1588, que en Guipúzcoa hay muchas poblaciones que tienen varios nombres, como Azpeitia, que también recibe las denominaciones de Urazveitia y Salvatierra de Iraurgui.
La palabra Azpeitia, que aparece escrita en documentos antiguos como Ayzpeitia (es el caso del registro de las Juntas de Elgoibar de 1543), proviene de las palabras vascas (H)aitz que quiere decir 'peña' o 'roca' y beitia, que quiere decir 'de abajo'. La peña a la que hace referencia es la que forma el monte Izarraiz. Este monte está situado entre las localidades de Azpeitia y Azcoitia (la etimología de esta última viene a significar 'arriba de la peña' o 'de arriba de la peña'). La permutación de la letra 'b' por la letra 'p' es muy común en euskera. Ya en 1759 el padre Larramendi, en su obra Corografía, decía: 

Izoarriz, montaña altísima, en jurisdicción de Azpeitia y Azcoitia, de la cual tomaron ambas villas sus nombres y significan Monte arriba y Monte abajo.

 Estas mismas hipótesis son afirmadas por Martín de Anguiozar y H. Garayalde.

## Geografía
La villa de Azpeitia se sitúa en el centro de la provincia de Guipúzcoa a orillas del río Urola y bajo el macizo del Izarraitz, muy próxima a su vecina Azcoitia. Con una maravillosa vista desde Erlo (1026 m.)
El valle del Urola es una ruta natural de comunicación con la costa y, de allí, con el eje San Sebastián - Bilbao que estructura la comunicación entre las estas importantes ciudades, capitales de Guipúzcoa y Vizcaya respectivamente. Hacia el sur, por Tolosa, se une al otro importante eje viario formado por la carreterea nacional N-I, que conforma el eje Madrid Irún y por Azcoitia enlaza con Zumárraga y el eje Beasáin Durango, siguiendo el Urola, y con Elgóibar ya en el valle del río Deva.
Azpeitia limita con los siguientes municipios: al norte con Deva y Cestona; al sur con Ezquioga-Ichaso, Zumárraga y Beasáin; al este con Régil y Beizama y al oeste con Azcoitia.

### Comunicaciones
Las carreteras que unen la villa con los ejes de comunicación principales de la provincia son la GI-2634 que, procedente de Tolosa, llega hasta Elgoibar enlazando con la N-634 (Irún-Tui) y la autopista AP-8 (Bilbao-Behovia). La carretera GI-631 recorre el valle del Urola uniendo la villa con Zumaya, en la costa, y allí de nuevo con la AP-8 y la N-634, y Zumárraga y la red ferroviaria nacional de RENFE. La pequeña carretera GI-2635 enlaza Azpeitia con Beasáin.
Luego hay varias pequeñas carreteras que unen diferentes barrios del municipio, como la GI-3181 para el barrio de Oñatz, la GI-3182 para el de Aracerreca, la GI-3183 al Santuario de Loiola, la GI-3272 al barrio de Cestona de Lasao, la GI-3720 a Nuarbe y hasta Albíztur. la GI-3740 que, pasando por Urraqui, llega a Bidegoian, y la GI-4271 que va a Lasao ya en Cestona.
Esta red de comunicaciones pone a Azpeitia a menos de una hora de las capitales de las provincias que rodean a Guipúzcoa.
Hasta la década de 1980, Azpeitia, como todas las poblaciones del valle del Urola, tenía servicio de ferrocarril. El ferrocarril del Urola, de vía estrecha, fue el primer ferrocarril eléctrico de España y recorría el valle del Urola uniendo Zumárraga, que era entonces un importante nudo ferroviario pues se unían en este lugar la línea Madrid-París de RENFE con la del Urola y la que recorría el valle del Deva, con la costa y la línea de los Ferrocarriles Vascongados San Sebastián-Bilbao. El desmantelamiento del ferrocarril del Urola, el cual había recibido muy pocas inversiones desde su puesta en marcha (sus talleres pasaron de dar servicio habitual y normal a ser Museo del Ferrocarril), dejó a la población sin este importante medio de transporte. En la actualidad se debe realizar el recorrido hasta Zumárraga o Zumaya por carretera para poder acceder a los servicios ferroviarios.
Los otros medios de transporte, aéreo y marítimo, son accesibles en Bilbao o San Sebastián.

### Núcleos de población
El municipio de Azpeitia se compone, además del núcleo urbano, de varios barrios rurales. Hay que destacar el barrio de Loyola que es especialmente relevante por el complejo religioso monumental existente fruto de que este lugar fue el lugar de nacimiento de Ignacio de Loyola. Otros barrios son; Urrestilla, Oñatz, Aratzerreka, Nuarbe Matximbenta y Lasao.

### Hidrografía
El Urola es el principal río que recorre el municipio. Azpeitia está situado en la cuenca media del mismo donde su cauce y caudal tienen ya cierta importancia. Como todos los ríos cantábricos es de régimen muy variable dependiendo mucho de las lluvias.
Junto al Urola hay una multitud de pequeños arroyos que van a desembocar a él. Estos arroyos, más o menos importantes, nacen en los montes que redoran la villa. Entre ellos podemos citar a los siguientes, Abaiturri, Aiartza, Antsosoro, Aratz, Arraitz, Basarte, Errekagorri, Errekaundi, el río Régil, Goltzibar, Zaraia e Ibaieder.

### Orografía
La villa está ubicada en el amplio valle del Urola y rodeada de montes. Estos no son de altitudes reseñables, rondan los 800 o 1000 m sobre el nivel del mar, pero si tienen cierto porte. Hay veintitrés cimas en el territorio municipal, algunas de ellas están compartidas con otros municipios. 
Son sierras como las de Ernio, Izarraitz, Murumendi, Samiño y Urraki en las que destaca la roca caliza y la vegetación asociada a este tipo de suelo, en especial la encina atlántica así como los árboles típicos de estos climas, como los robles y las hayas. También hay plantaciones de pino insigne destinadas a la explotación forestal.

## Demografía
Azpeitia cuenta con una población de 15 208 habitantes (INE 2024).
| Gráfica de evolución demográfica de Azpeitia entre 1842 y 2021                                                      |
| |
| Población de derecho según los censos de población del INE Población de hecho según los censos de población del INE |

## Economía
La base económica de la villa es la industria. Dentro de la misma hay dos ramas referencias la maderera y metalúrgica. Desde tiempos históricos la existencia de buenos cursos de agua y bosques ha proporcionado el sustrato necesario para el desarrollo de las ferrerías que se han convertido en la actual industria metalúrgica. Las actividades del sector primario, en especial la agricultura y la ganadería han ido perdiendo importancia pero se mantiene una cierta producción. Los servicios se centran en la hostelería que complementa el importante conjunto monumental de Loyola.
El sector primario, las explotaciones agrícolas y ganaderas, de vacuno, se desarrollan dentro del tipo de explotación de caserío, típico del país. La cercanía de la industria a los asentimientos rurales ha producido que la explotación agrícola no se mantenga como actividad principal quedando confinada como secundaria y compaginada con el trabajo industrial. Los productos del caserío se comercializan en los mercados y ferias locales o se destinan al autoconsumo. La explotación forestal es importante y se compagina con una industria maderera y del mueble relevante. Hay alguna explotación minera que se centra encanteras de piedra caliza para la construcción.
El sector secundario, muy desarrollado, constituye la base de la economía del municipio. Hay dos ramas relevantes, la maderera, apoyada en la tradición de mueblistica de la villa, y la metalúrgica que tiene en Mondragón Corporación Cooperativa, MCC, una importante aportación.
El sector servicios cubre suficientemente las necesidades de los vecinos. Azpeitia se ha convertido en un punto importante de valle y es cabeza judicial. La hostelería está sostenida, en buena parte, por el turismo que atrae el santuario de Loyola. Turismo y centro ceremonial donde muchos ciudadanos de la provincia de Guipúzcoa y alrededores celebran sus ceremonias nupciales.

## Administración y política
| Periodo   | Nombre                     | Partido | Partido                                                      |
| --------- | -------------------------- | ------- | ------------------------------------------------------------ |
| 1979-1983 | Luciano Lazcano            |         | Euzko Alderdi Jeltzalea-Partido Nacionalista Vasco (EAJ-PNV) |
| 1983-1987 | Imanol Elías Odriozola     |         | Euzko Alderdi Jeltzalea-Partido Nacionalista Vasco (EAJ-PNV) |
| 1987-2003 | José María Bastida Arrieta |         | Euzko Alderdi Jeltzalea-Partido Nacionalista Vasco (EAJ-PNV) |
| 2003-2007 | Julián Eizmendi Zinkunegui |         | Euzko Alderdi Jeltzalea-Partido Nacionalista Vasco (EAJ-PNV) |
| 2007-2009 | Iñaki Errazkin Vitoria     |         | Eusko Abertzale Ekintza-Acción Nacionalista Vasca (EAE-ANV)  |
| 2009-2011 | Julián Eizmendi Zinkunegui |         | Euzko Alderdi Jeltzalea-Partido Nacionalista Vasco (EAJ-PNV) |
| 2011-2015 | Eneko Etxeberria           |         | Bildu                                                        |
| 2015-2019 | Eneko Etxeberria           |         | Euskal Herria Bildu (EH Bildu)                               |
| 2019-act. | Nagore Alkorta Elorza      |         | Euskal Herria Bildu (EH Bildu)                               |

En la octava legislatura, ANV-EAE se hizo con la alcaldía tras las elecciones municipales mediante el pacto con Eusko Alkartasuna y Ezker Batua-Aralar, siendo investido alcalde Iñaki Errazkin Vitoria. Tras el asesinato por parte de ETA del empresario azpeitiano Ignacio Uría, el PNV propuso en el pleno municipal la condena del atentado a lo que se negó ANV. Esto provocó la moción de censura de Iñaki Errazkin por parte del PNV, al que apoyó EA, volviendo a dar la alcaldía a Julián Eizmendi.
| Partido político                                              | 2023  | 2023       | 2019  | 2019       | 2015  | 2015       | 2011  | 2011       | 2007  | 2007       |
| Partido político                                              | %     | Concejales | %     | Concejales | %     | Concejales | %     | Concejales | %     | Concejales |
| Euskal Herria Bildu (EH Bildu)-Bildu                          | 55,43 | 10         | 57,01 | 10         | 52,22 | 10         | 54,88 | 11         | —     | —          |
| Euzko Alderdi Jeltzalea-Partido Nacionalista Vasco (EAJ-PNV)  | 38,69 | 7          | 38,41 | 7          | 41,44 | 7          | 28,10 | 5          | 44,00 | 8          |
| Partido Socialista de Euskadi-Euskadiko Ezkerra (PSE-EE PSOE) | 2,47  | 0          | 3,20  | 0          | 2,57  | 0          | 2,70  | 0          | 4,49  | 0          |
| Partido Popular del País Vasco (PP)                           | 0,82  | 0          | —     | —          | 1,46  | 0          | 2,34  | 0          | 2,99  | 0          |
| Elkarrekin Podemos-Ezker Batua-Berdeak (EB-B)-Aralar          | 0,96  | 0          | —     | —          | —     | —          | 4,12  | 0          | 5,39  | 1          |
| Hamaikabat (H1!)                                              | —     | —          | —     | —          | —     | —          | 6,12  | 1          | —     | —          |
| Eusko Abertzale Ekintza-Acción Nacionalista Vasca (EAE-ANV)   | —     | —          | —     | —          | —     | —          | —     | —          | 32,12 | 6          |
| Eusko Alkartasuna (EA)                                        | —     | —          | —     | —          | —     | —          | —     | —          | 10,08 | 2          |

## Historia
Los restos prehistóricos hallados en las cercanías de la demarcación municipal, en especial el importante yacimiento de la cueva de Ekain con sus magníficas y relevantes pinturas, así como los diferentes monumentos funerarios esparcidos por sus montes, son testigos de la ocupación de estas tierras desde los lejanos tiempos de la prehistoria.

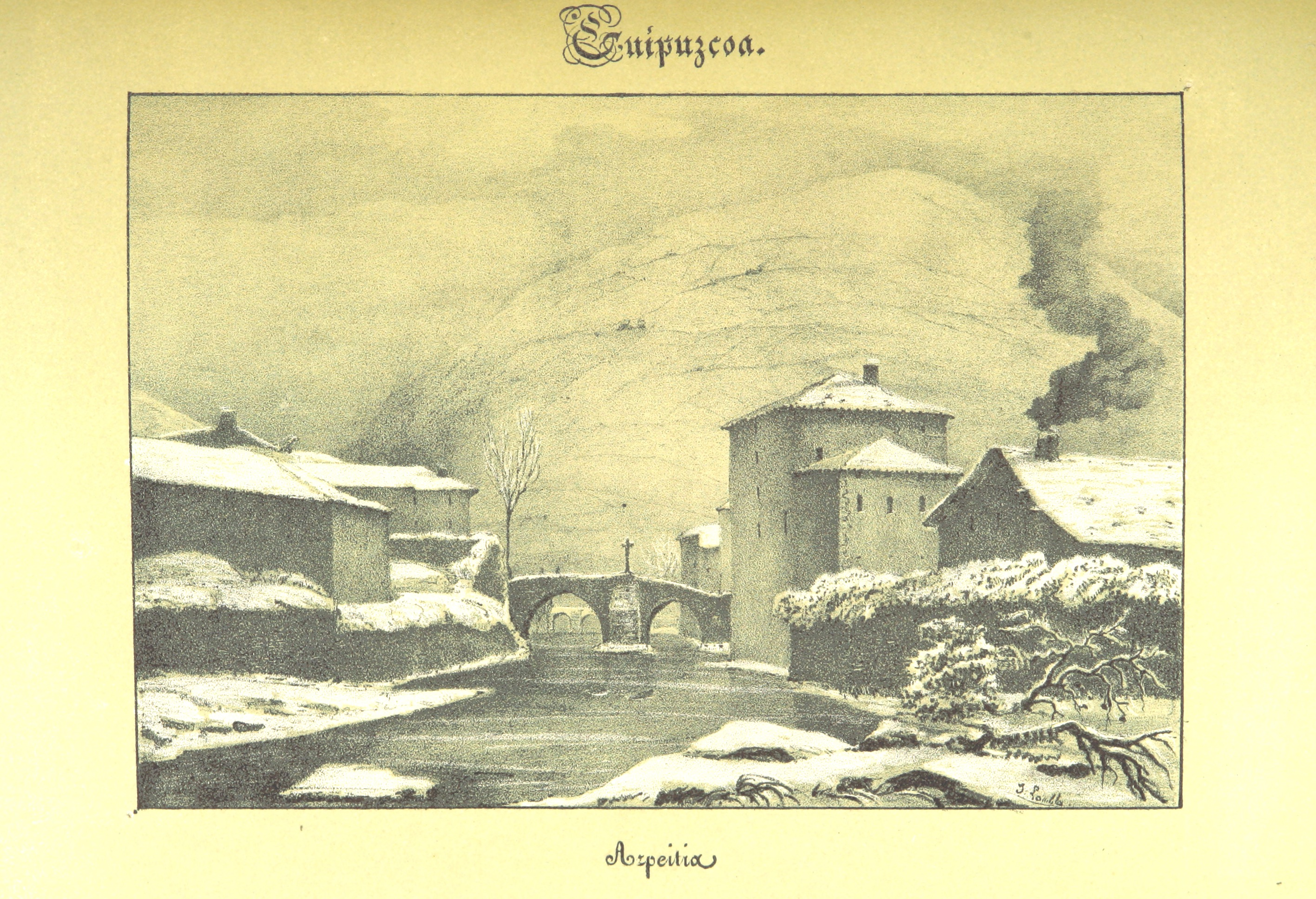
Vista de la localidad en la primera mitad del

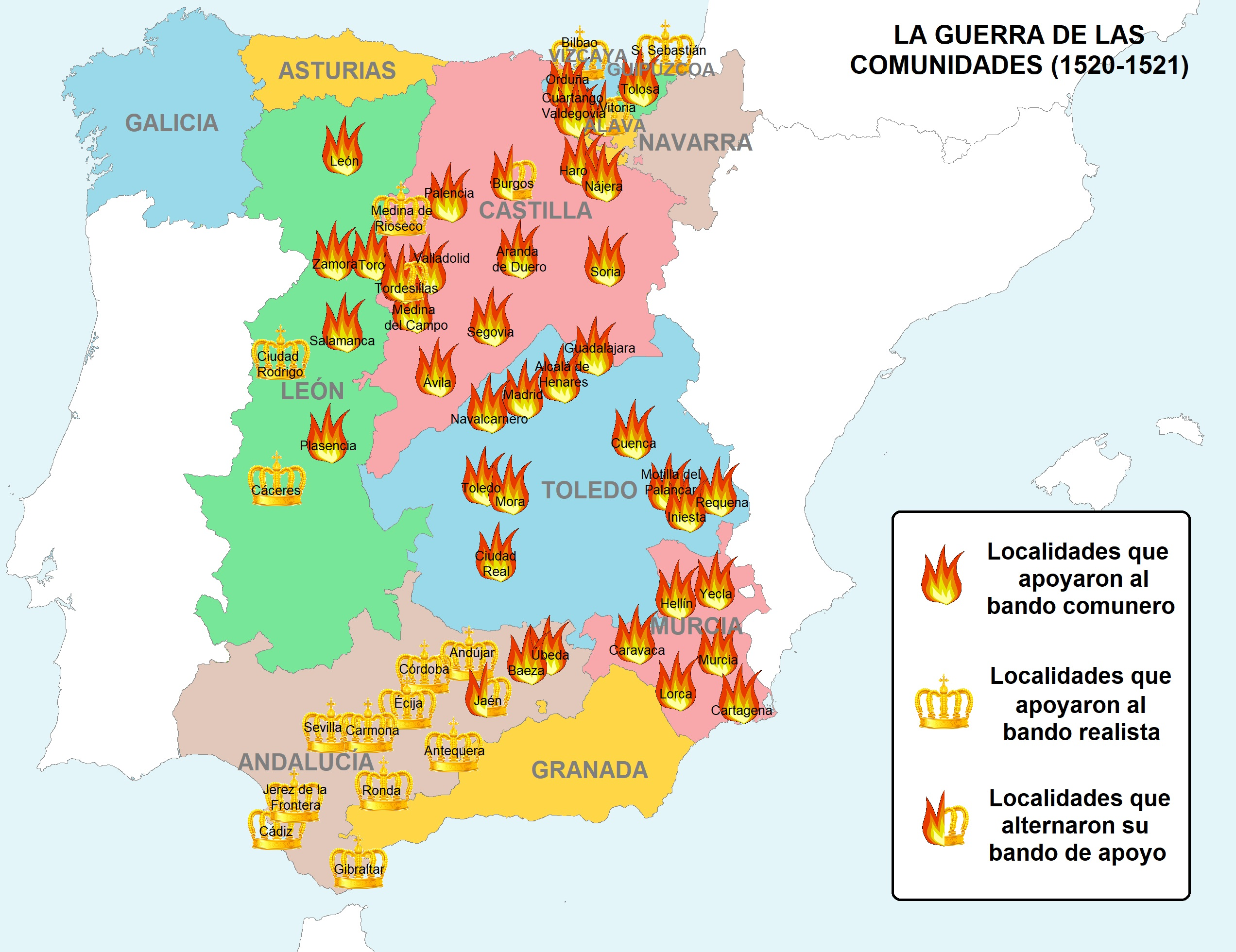
Azpeitia se situó en el bando comunero en la Guerra de las Comunidades del

Con la vecina Azcoitia y situada en el valle que le dio su nombre original, el valle de Iraurgui fue un territorio donde el régimen feudal tuvo uno de sus principales asentamientos. Esto llevó a que la monarquía le prestara especial atención. En el año 1310 el rey de Castilla, Fernando IV, le otorga carta puebla con el nombre de Garmendia de Iraurgui, con el que aparece en varios documentos del obispado de Pamplona en 1785. Más tarde cambiaría a Salvatierra de Iraurgui. La villa se fundó en terrenos donados por las familias de Ozaka e Iribarrena y se le concedió la antigua iglesia templaria monasterial de Soreasu. Se le asignó el fuero de Vitoria. Los valles del Urola, Deva y Oria conformaban una ruta de comunicación importante por la que transitaba el Camino Real, utilizado por los viajeros que desde Mondragón querían ir a Guetaria, tal y como señalaba el propio rey Alfonso XI. Las guerras de bandos tuvieron presencia en la villa ya que los de Oñaz tenían aquí su casa solar. Enrique IV, para poner fin a la contienda, castigó a los Parientes Mayores llegando a desterrar a algunos de ellos a Andalucía. A su regreso trajeron influencias de la arquitectura mudéjar, como puede apreciarse, por ejemplo, en la utilización del ladrillo en la casa Antxieta. Una vez terminada la guerra de Bandos, Azpeitia conoce una importante actividad económica debido al comercio con los puertos americanos. La base industrial, que tiene su punto fuerte en la industria del hierro, es la que proporciona esta bonanza económica.
Tras el levantamiento del conde de Salvatierra en 1520, durante la Guerra de las Comunidades, Azpeitia se situó en el bando comunero, venciendo el ejército realista la resistencia de Azpeitia y de otras localidades comuneras vascas tras la derrota del ejército del conde de Salvatierra, Pedro López de Ayala, en la batalla de Miñano Mayor el 19 de abril de 1521.
Fue residencia del corregidor con audiencia y diputación. Entre 1813 y 1847, el núcleo de Urrestilla se constituyó como municipio independiente durante algunos periodos, pero finalmente volvió a integrarse en el municipio de Azpeitia. En 1847 fue declarada cabeza del partido judicial.

## Cultura

### Patrimonio

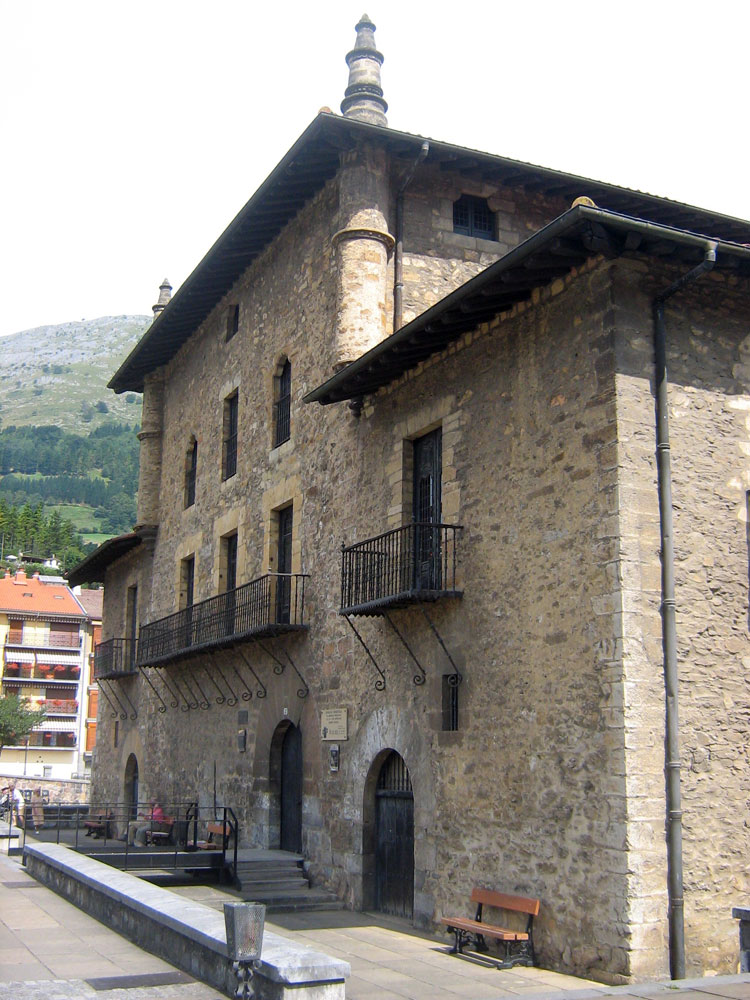
Casa-Torre Enparan

Son muchos los monumentos de Azpeitia, entre los que destaca el conjunto de Loyola. Además de este, tenemos que señalar los siguientes edificios:
- Parroquia San Sebastián de Soreasu, de origen antiguo y asociada a los templarios, esta iglesia fue donada a la villa ya en su constitución. Fue reformada en el XVI y de nuevo en el XVIII. Su estilo es del llamado gótico vasco, con tres naves de la misma altura cubiertas con tejado sobre armadura de madera. Tiene una portada neoclásica obra de Ventura Rodríguez, y la torre fue rematada en estilo neogótico. En su interior se destaca el altar mayor barroco, el órgano de Aquilino Amezua, las tumbas del Obispo Zurbano y del conquistador Nicolás Saéz de Elola, y la pila donde fue bautizado San Ignacio.

- Casa Enparan, datada en 1320 fue fuertemente reformada en 1535 después que Enrique IV mandara destruir parte importante del edificio. Su aspecto actual es debido a la reforma de 1750.

- Palacio Antxieta, edificado en el siglo XVI por mandato del músico Juan de Antxieta es de estilo mudéjar.

- Basozabal conocido como etxe zar, 'casa vieja'.

- Ermita de la Magdalena.

- Ermita de Olatz.

En los barrios hay relevantes ejemplos de arquitectura popular y de antiguos palacios y casas torre. En Oñaz, base de los Oñacinos, hay un gran caserío que mantiene todas sus dependencias con fuente y ermita.
En Aratz-Erreka el conjunto de caseríos se completa con una iglesia neoclásica del siglo XIX y una herrería. En Eizagirre hay un buen conjunto de edificios rurales con blasones del siglo XV. En Nuarbe destaca la iglesia de la Santísima Trinidad y la herrería de Errasti. Hay además varias ermitas y puentes reseñables en otros barrios de la localidad.
En las antiguas cocheras del ferrocarril del Urola, el primer ferrocarril eléctrico de España, se ha ubicado, después del cierre de la línea y sin apenas modificaciones, el Museo Vasco del Ferrocarril.

#### Loyola

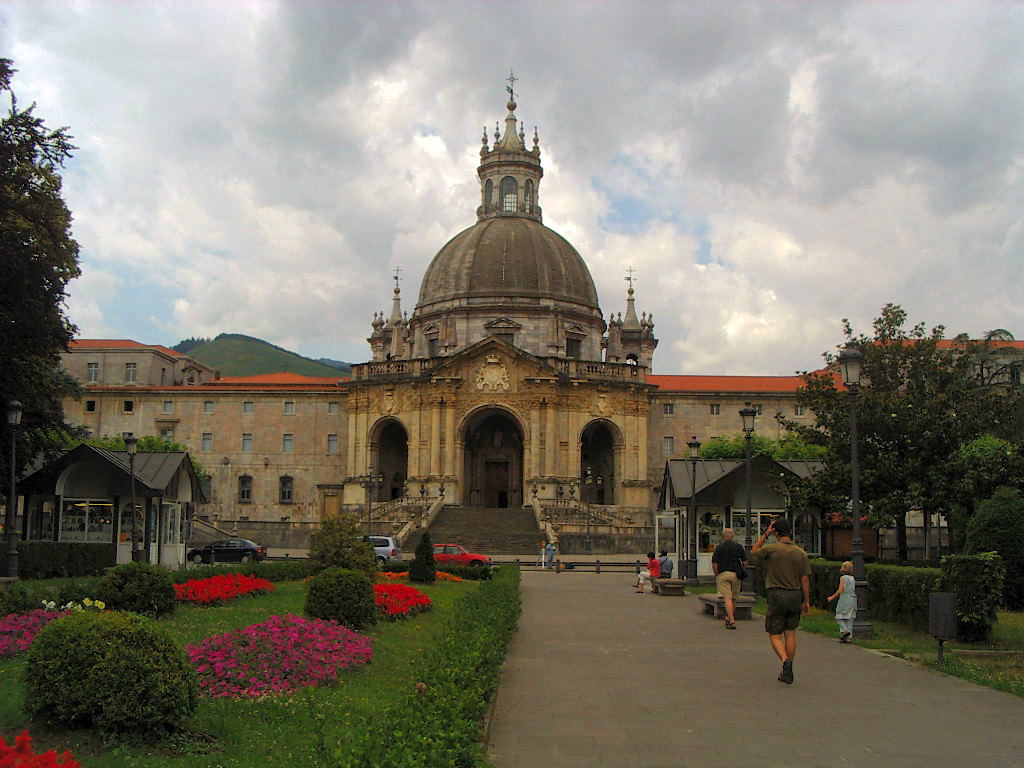
Basílica de San Ignacio de Loyola

En torno a la casa natal de Ignacio de Loyola, santo de la iglesia católica y fundador de la Compañía de Jesús, conocida como de los jesuitas, se ha conformado un conjunto religioso importante con relevantes edificios de valor artístico.
El santuario en el que destaca la enorme cúpula que lo cubre, está rodeado de jardines y una extensa plaza. El estilo barroco inunda todo. La fachada principal, rematada por la cúpula de 65 m (la cual tiene problemas estructurales que han obligado a reforzarla con una red de cables de acero) y dos grandes alas laterales. En medio de estas edificaciones se halla la casa natal del santo, que es una casa torre construida a finales del siglo XIV para el oñacino Beltrán Yáñez de Loyola. Al final de la contienda de la guerra de Bandos fue desmochada por orden de Enrique IV, como la mayoría de las casa torre de los participantes en la contienda.
Cuando Juan de Loyola regresó de su destierro en Andalucía trajo el recuerdo del arte mudéjar y reconstruyó parte de la edificación en ladrillo en 1460. 
En 1682 la Compañía de Jesús adquiere la casa natal de su fundador y comienza la construcción del santuario que fue diseñado por Carlo Fontana (1634-1714), arquitecto italiano. En 1738 se inauguraría la basílica en la que también trabajaron relevantes arquitectos del país como Zaldua Ignacio de Ibero y, puntualmente, Joaquín Churriguera. Cuando Carlos III decretó la expulsión de la Compañía todavía no estaban terminadas las obras del complejo religioso, que no pudieron ser acabadas hasta 1888.
La basílica es un gran edificio que cuenta con una fachada de 150 metros de largo, en cuyo centro se alza la cúpula que cubre el templo circular. La cúpula se asienta en un tambor y está rematada por una linterna. Se remata la línea de la fachada por dos alas laterales. Todo el conjunto tiene un aspecto macizo en el que se juega con el equilibrio de los volúmenes y el contraste de los colores del mármol, gris y rosado, con el que está hecho. El conjunto, que se complementa con un cuerpo posterior en forma de cola y que rodea la casa natal de Ignacio de Loyola, asemeja a una gran águila de piedra.
A finales del siglo XX el deterioro de la estructura de la cúpula hizo necesaria una importante intervención. La Diputación Foral de Guipúzcoa, dueña del santuario desde la desamortización de Mendizábal, encargó el estudio de estructuralidad de los daños que se observaban, tanto en la cúpula externa, construida en caliza de Izarraitz, como en la interna hecha en arenisca. Intervino en los estudios y obras de reparación y restauración José María Cabrera.

### Deporte
En cuanto a instalaciones deportivas municipales, Azpeitia está equipado con:
Pabellón polideportivo Municipal con capacidad para más de 800 espectadores que puede acoger competiciones de baloncesto, balonmano, fútbol-sala y voleibol, además de rocódromo (dificultad y bulder) y una sala de gimnasio. 
El Estadio Garmendipe de fútbol con capacidad para 1500 espectadores.
Una piscina cubierta con dos piletas cortas (25 metros) de 6 calles y 4 calles respectivamente; además de otros servicios como distintas salas para fitness, musculación, aerobic y sauna. 
Clubs
- Club Deportivo Lagun Onak (fútbol)
- Iraurgi Saski Baloia (baloncesto)
- Munoaundi ET (balonmano)
- Ikasberri KE (fútbol)
- Xeye Atletismo KE
- Izarraitz IE (natación)
- Loretoki Gimnastika KK
- Lagún-Onak Txirrindulari (ciclismo)
- Xaputarrak XT (ajedrez)

### Fiestas
En Azpeitia se celebran varias fiestas tanto en el núcleo urbano como en los diferentes barrios. Las fiestas principales son:
- San Sebastián de Soreasu, a quien está dedicada la iglesia parroquial, se celebra el día 20 de enero. Como acto relevante de esta celebración está la tamborrada iniciada en 1956.

- Carnavales, es una de las conmemoraciones importantes. Comienza con el recibimiento de los Caldederos y el chiquiteo elegante que se realiza el domingo de carnaval. Suele correrse el toro ensogado o sokamuturra.

- San Ignacio de Loyola, en honor al fundador de la Compañía de Jesús nacido en el barrio de Loyola de la localidad. Se celebran el 31 de julio. es relevante la feria taurina que se realiza en estas fiestas.

- Santo Tomás, se celebra el 21 de diciembre y es una fiesta de sabor rural con una importante feria agrícola.[9]

#### Afición taurina
Enraizada en la cultura popular azpeitiara la tradición taurina forma parte de su idiosincrasia. Azpeitia es un referente taurino de la provincia junto a las ferias que se hacen en Tolosa y Éibar.
Las primeras noticias documentas sobre la celebración de corridas de toros en Azpeitia datan del año 1518 sobre una corrida realizada por motivo de una visita real al municipio. La feria de San Ignacio, que se celebra entorno de la festividad de ese santo patrón de Guipúzcoa y oriundo del barrio de Loyola, a finales de julio y principios de agosto tiene relevancia dentro del panorama taurino.
La plaza de toros, con 4000 localidades, data del comienzos del siglo XX. Sustituyó a una previa de 1885. Las obras se iniciaron en 1902 y se inauguró el 31 de julio de 1903 con una corrida de toros en solitario de Eduardo Leal Llaverito, que sustituía a Cocherito de Bilbao, que había sido herido días antes. Es de propiedad municipal y la regenta la Comisión Taurina.
Los festejos se concretan en la feria taurina de San Ignacio, aunque ocasionalmente también suele haber novilladas en primavera, y siempre son de carácter benéfico. Comienzan el sobre el 27 de julio con el desencajonamiento de las reses que van a correrse en las tres corridas que se organizan. Las corridas tiene lugar a media tarde y en ellas se realiza un acto singular. Al matar el tercer toro la banda interpreta el Zortziko de nueve acordes de carácter fúnefre compuesto por José Ignacio Aldalur Iriarte en recuerdo del fallecido subalterno de Deva José Ventura Laca que murió en Azpeitia en una corrida de la feria de San Ignacio del año 1846.
Junto a las corridas de toros también se celebran otros actos taurinos como el concurso de recortadores y la soka muturra que suele organizar a la Asociación Zezen Beltz. La afición por el toro ensogado queda patente en la localidad, puesto que la mayoría de las fiestas, tanto locales como de barrio, cuenta con la figura del toro bravo como protagonista.